# Zarek Valentin
Zarek Valentin, né le 6 août 1991 à Lancaster en Pennsylvanie, est un ancien footballeur international portoricain, qui évoluait au poste d’arrière droit de 2011 à 2025.

## Biographie

### Carrière de club
Jeune footballeur talentueux, Valentin rejoint l'Université d'Akron qui dispose de la meilleure section de soccer du pays. Il est titulaire dès ses débuts avec les Zips d'Akron et obtient plusieurs récompenses individuelles. L'année suivante est celle des honneurs collectifs quand les Zips deviennent champions universitaire. Pendant ces deux années à l'université, il joue également en championnat amateur avec le Rage de Reading puis les Bucks du Michigan en PDL.
Il décide alors d'anticiper son passage en pro, il signe un contrat Génération Adidas et se présente à la MLS SuperDraft 2011. Il est repêché à la 4e position par le Chivas USA. Pour cette première saison, il joue beaucoup malgré son jeune âge mais n'est pas protégé par son club lors du repêchage d'expansion.
Il est sélectionné par l'Impact de Montréal pour intégrer l'effectif du club pour sa première saison en MLS.
Le 2 avril 2013, l'Impact confirme son prêt en deuxième division norvégienne avec le FK Bodø/Glimt pour la saison 2013. Il participe à la remontée en première division du club et est transféré de façon définitive en Norvège à la fin de la saison 2013.
Avec les Timbers de Portland de 2016 à 2019, passage au cours duquel il est finaliste de la Coupe MLS en 2018, il participe à plus de cent rencontres. Le 19 novembre 2019, jour du repêchage d'expansion pour l'Inter Miami CF et le Nashville SC, il est sélectionné par ces derniers avant d'être échangé quelques minutes plus tard contre Joe Willis au Dynamo de Houston.
Libre à l'issue de la saison 2022, il s'engage pour un an, avec une autre année en option, à Minnesota United le 8 décembre 2022.

### Carrière internationale
Valentin joue dans toutes les sections de jeunes de la sélection nationale américaine. En janvier 2012, il participe au stage de préparation de l'équipe des moins de 23 ans pour préparer les Jeux olympiques de Londres 2012.
Le 15 septembre 2016, Valentin est appelé par le sélectionneur Carlos García Cantarero pour rejoindre la sélection de Porto Rico pour les matchs contre Curaçao et Antigua-et-Barbuda. Il ne participe finalement pas à ces matchs.

## Palmarès
Zips d'Akron
- Champion NCAA en 2010

 FK Bodø/Glimt
- Vainqueur de la 1. divisjon en 2013